# Astragalus czilduchtaroni
Astragalus czilduchtaroni är en ärtväxtart som beskrevs av Rudolf V. Kamelin. Astragalus czilduchtaroni ingår i släktet vedlar, och familjen ärtväxter. Inga underarter finns listade i Catalogue of Life.